# Verzetsmedaille
De Verzetsmedaille (Frans: "Médaille de la Résistance") van de Franse Republiek werd op 9 februari 1943 in Londen door generaal Charles de Gaulle in zijn functie als "chef de la France combattante" en de facto staatshoofd van het vrije Frankrijk, ingesteld.

## Geschiedenis
De Verzetsmedaille werd bij decreet door het hoofd van vechtende Frankrijk, na de bevrijding van Parijs door de voorzitter van de voorlopige regering van de republiek en, vanaf 1 januari 1947, door de president van de Franse republiek toegekend.
De officiersrang werd op 7 januari 1944 ingevoerd.
De medaille was bestemd voor het Franse verzet. Binnen Frankrijk vochten duizenden verzetsstrijders en saboteurs tegen de Duitse bezetter. Anderen verborgen met gevaar voor eigen leven Joodse en andere vervolgde medemensen.
Het doel was om "uitstekende daden van trouw en moed te belonen, sinds 18 juni 1940 gepleegd in Frankrijk, in het koloniale rijk en in het buitenland". Tijdens de oorlog heeft generaal De Gaulle twee onderscheidingen ingesteld, deze verzetsmedaille en de nog exclusievere Orde van de Bevrijding.
Frankrijk heeft zwaar betaald voor het verzet tegen de fascisten. Officiële cijfers spreken van 3000 ter dood veroordeelde en gefusilleerde verzetsstrijders, 810 gefusilleerde gijzelaars, 210 door de collaborerende Franse regering in Vichy gefusilleerde politieke tegenstanders, 15.000 door de Wehrmacht, de Waffen-SS en de Gestapo omgebrachte burgers, 86.000 deportaties waarvan slechts 60% overleefde, en 75.000 gedeporteerde Joden van wie niet meer dan 2500 de vernietigingskampen overleefden.
De medaille werd aan 62.751 personen uitgereikt. Er werden 24.463 postume benoemingen opgetekend.
4800 verzetsstrijders ontvingen de medaille met rozet. Dat betekent dat niet iedere verzetsstrijder deze medaille heeft ontvangen. Na de oorlog werden immers 130.000 gedeporteerden en 170.000 verzetsstrijders, allen overlevenden, officieel geregistreerd. Ongeveer 20.000 verzetsstrijders ontvingen de medaille postuum. Daarnaast waren de in Frankrijk gebruikelijke toekenningen aan steden waaronder de stad Lyon, Montceau-les-Mines, Nantua, Brest, Oyonnax, Nieuw Caledonië en het eiland Île-de-Sein, waar de vissers zich al op 19 juni 1940, na de eerste oproep van generaal De Gaulle, bij de Vrije Fransen aansloten. De verzetsmedaille werd ook aan 21 militaire eenheden en 15 andere gemeenschappen zoals scholen, ziekenhuizen, en kloosters toegekend.
De verzetsmedaille wordt sinds 31 maart 1947 niet meer uitgereikt maar voor Frans Indochina werd een uitzondering gemaakt. In het door een antikoloniale opstand ontwrichte gebied werden nog tot 31 december 1947 medailles verleend.
De medaille kan nog steeds postuum worden toegekend. Dat gebeurt onder dezelfde voorwaarden als vóór 1 januari 1948, maar alleen aan verzetsstrijders die gedood werden tijdens de oorlog of in ballingschap stierven.

## Titulaires
De medaille wordt in twee klassen uitgereikt. De gedecoreerden zijn zogenaamde "titulaires" en mogen zich "Médaillé de la Résistance" of "Officier de la Résistance" noemen. Die laatsten dragen op het lint van hun onderscheiding een rozet.
De administratie van de medailles is opgedragen aan een commissie en de Chancellerie de l’Ordre de la Libération die in het Hôtel National des Invalides zetelt.

## Versiersel
De door Kapitein Mella van de Forces Françaises Libres ontworpen medaille heeft een verhoogde rand. Ze is van brons en draagt aan de voorzijde een kruis van Lotharingen, het symbool van de Vrije Fransen onder generaal De Gaulle. Daaronder staat in Romeinse cijfers de datum "XVIII. V MCMMXL". 
Op de keerzijde staat "PATRIA NON IMMEMOR".
De medaille wordt door heren en dames aan een zwart lint met vier smalle rode strepen en twee brede rode biezen op de linkerborst gedragen. Het is in Frankrijk gebruik dat nabestaanden van een gedecoreerde de onderscheiding van hun familielid bij toepasselijke herdenkingen en plechtigheden op hun rechterborst dragen.